# بونيو (فلم)
بونيو على جرف البحر (باليابانية: 崖の上のポニョ) فيلم أنمي ياباني، من تأليف وإخراج هاياو ميازاكي، أنتج عام 2008 بواسطة استوديو غيبلي. وهو الفيلم الثامن الذي يخرجه ميازاكي لإستديو غيبلي. تدور احداث الفيلم عن طفل بعمر خمس سنوات يدعى ساسكيه يجد سمكة ذهبية ويسميها «بونيو» وعندما تكبر السمكة تتحول إلى إنسان. حصل الفيلم على جوائز عديدة، من بينها جائزة أكاديمية اليابان لأفضل فيلم عام 2009.

## القصة
تدور احداث القصة عن سمكة صغيرة تدعى بونيو تعيش مع أخواتها في حوض للماء في قلعة أبيها التي تقع تحت البحر.عندما أخذها والدها هي وأخواتها في رحلة خارج قلعته، شعرت بونيو برغبة لمعرفة المزيد عن هذا العالم، فسبحت بعيداً ,وعندما وصلت إلى شاطئ قرية صغيرة لصيد الأسماك قام بإنقاذها ولد صغير يدعى ساسكيه الذي سمى بونيو بهذا الاسم ووعدها بأن يحميها إلى الابد. في نفس الوقت. كان فوجيموتو، والد بونيو يبحث عنها وهو مستاء، لأنه كان يعتقد أن البشر قاموا باختطافها.

## الشخصيات
- بونيو: ابنة فوجيموتو
- ساسكيه :الولد الصغير ذو الخمس سنوات
- ليزا: والدة ساسكيه
- فوجيموتو: والد بونيو
- غرانماماري: والدة بونيو

## روابط خارجية
- مقالات تستعمل روابط فنية بلا صلة مع ويكي بيانات